# 马斯内路

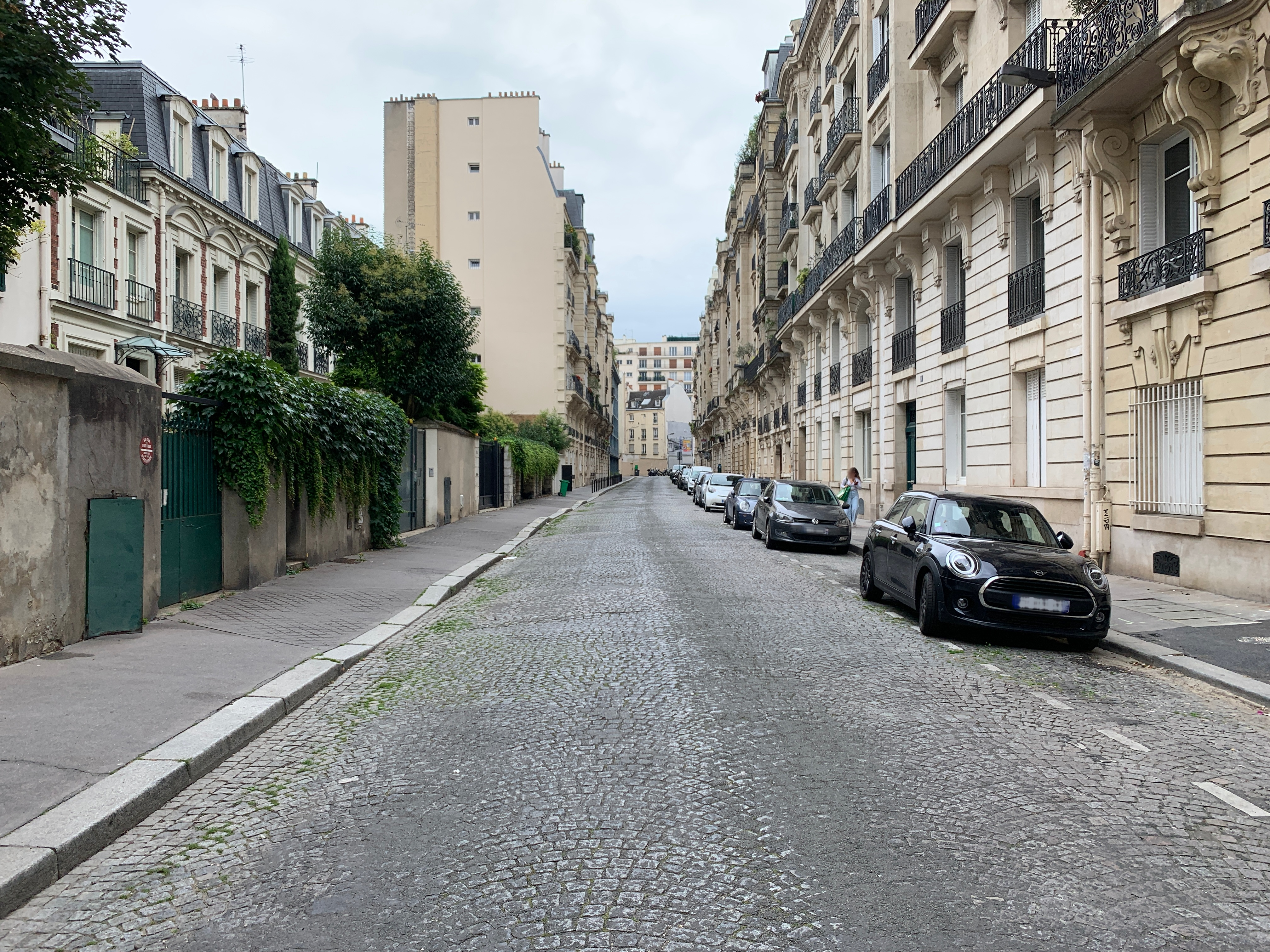
馬斯內路（2021年8月）

马斯南路（Rue Massenet）是法国巴黎十六区的一条街道。该路始于帕西路（Rue de Passy）42号，止于rue Vital 27号，长183米，宽12米。

## 名称
这条路得名于法国作曲家儒勒·马斯内（1842-1912年） 。

## 历史
这条路开辟于1902年，原名亨利马丁路（Rue Henri-Martin）。1924年12月6日改为现名。

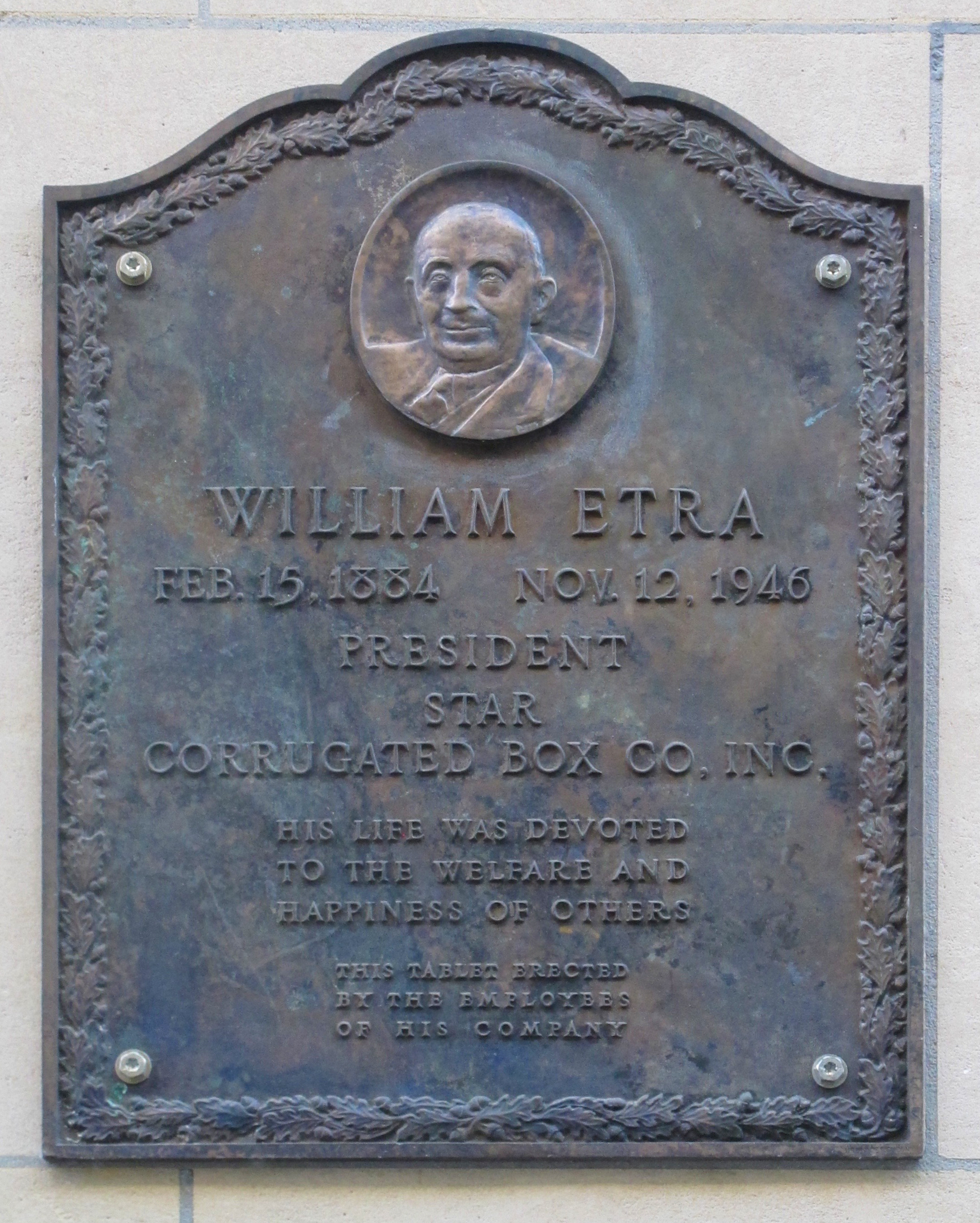
5号

## 同名道路
原上海法租界内有一条同名道路马斯南路，现为上海市黄浦区思南路。